# Savigno
Savigno – miejscowość i gmina we Włoszech, w regionie Emilia-Romania, w prowincji Bolonia.
Według danych na styczeń 2009 gminę zamieszkiwało 2811 osób przy gęstości zaludnienia 51,2 os./1 km².
1 stycznia 2014 gmina została zlikwidowana.